# The Hand That Rocks the Cradle (film 1917)
The Hand That Rocks the Cradle è un film muto del 1917 scritto, prodotto, diretto e interpretato da Phillips Smalley e Lois Weber. Fu prodotto e distribuito dalla Universal Film Manufacturing Company.
La storia del film si basa sulla vita di Margaret Sanger: pioniera della contraccezione, fu per merito suo che, nel mondo anglosassone, si diffuse il termine "controllo delle nascite".

## Trama
Impegnata nel sociale, la signora Broome distribuisce alle donne dei quartieri poveri opuscoli sulla contraccezione, anche se il capo della polizia l'ha avvertita che ciò potrebbe avere delle conseguenze per lei. Arrestata e incarcerata, torna in libertà grazie all'intervento di suo marito, il dottor Broome. Qualche tempo dopo, la signora Broome racconta a una giovane coppia la storia di Sarah, la sua ex bambinaia, una donna molto povera, madre di molti figli che, malata, deve subire numerose gravidanze che aggravano sempre di più la sua condizione. La vista della povera Sarah è quella che l'ha indotta ad occuparsi di contraccezione, cosa che adesso considera la missione della sua vita. Mentre sta tenendo un incontro pubblico, la polizia irrompe, arrestandola per diffusione propagandistica in violazione alle leggi statali. Iniziato uno sciopero della fame, la signora Broome, dopo aver scontato una breve condanna, viene liberata dal governatore. Riunita al marito, attende ora che la legge statale cambi e che la nuova legislazione permetta di informare la gente sulla possibilità di usare contraccettivi.

## Produzione
Il film, prodotto dalla Universal Film Manufacturing Company, venne girato nel marzo e nell'aprile 1917.

## Distribuzione
Il copyright del film, richiesto dalla Universal Film Mfg. Co., Inc., fu registrato il 10 maggio 1917 con il numero LP10746.
Distribuito dalla Universal Film Manufacturing Company, il film uscì nelle sale cinematografiche statunitensi il 13 maggio 1917 presentato in prima a New York.
Non si conoscono copie ancora esistenti della pellicola che viene considerata presumibilmente perduta.